# Barylypa necator
Barylypa necator är en stekelart som beskrevs av Dasch 1984. Barylypa necator ingår i släktet Barylypa och familjen brokparasitsteklar. Inga underarter finns listade.